# Sex trafficking
Sex trafficking (Sexhandel, volle Bezeichnung Sex trafficking of children or by force, fraud, or coercion) ist eine strafbare Handlung nach Bundesrecht im Strafrecht der Vereinigten Staaten nach 18 U.S.C. § 1591. Daneben besteht Bundesstrafbarkeit nach s. 2421 Mann Act sowie Strafbarkeit nach dem jeweiligen Recht des Bundesstaates. Einer der bekanntesten Fälle betraf die Anklage von Jeffrey Epstein.

## Actus reus

### Gesetzestext
Der actus reus der Tat wird in 18 U.S.C. § 1591 (gekürzt) wie folgt umschrieben:

“Whoever knowingly in or affecting interstate or foreign commerce, or within the special maritime and territorial jurisdiction of the United States, recruits, entices, harbors, transports, provides, obtains, advertises, maintains, patronizes, or solicits by any means a person; knowing, or in reckless disregard of the fact, that means of force, threats of force, fraud, coercion […], or any combination of such means will be used to cause the person to engage in a commercial sex act, or that the person has not attained the age of 18 years and will be caused to engage in a commercial sex act, [shall be imprisoned not less than 15 years (not less than 10 years, if the victim is 14 years of age or older and the offender is less than 18 years of age)].”

„Wer wissentlich im zwischenstaatlichen oder ausländischen Handelsverkehr oder innerhalb der besonderen See- und Territorialgerichtsbarkeit der Vereinigten Staaten eine Person einstellt, anlockt, beherbergt, transportiert, anbietet, erhält, bewirbt, unterhält, fördert oder anfordert mit gleich welchen Mitteln, in dem Wissen oder in rücksichtsloser Missachtung der Tatsache, dass Gewaltmittel, Gewaltdrohungen, Betrug, Nötigung […] oder eine Kombination dieser Mittel verwendet werden, um die Person zu veranlassen, sich an einer gewerblichen sexuellen Handlung zu beteiligen, oder dass die Person das Alter von 18 Jahren nicht erreicht hat und zu einer gewerblichen sexuellen Handlung veranlasst wird, [wird mit nicht weniger als 15 Jahren (nicht weniger als 10 Jahre, wenn das Opfer 14 Jahre alt oder älter ist und der Täter weniger als 18 Jahre alt ist) Haft bestraft].“

### Erläuterung
Grundsätzlich ist das Strafrecht in den USA kein Bundesrecht, weshalb der Straftatbestand nur mit der Einschränkung erlassen werden kann, dass er „interstate or foreign commerce“ betrifft. Nach 1 U.S.C. § 1 können nicht nur natürliche Personen, sondern auch corporations, companies, associations, firms, partnerships, societies und joint stock companies sich strafbar machen.